# 420
Évszázadok: 4. század – 5. század – 6. század
Évtizedek: 370-es évek – 380-as évek – 390-es évek – 400-as évek – 410-es évek – 420-as évek – 430-as évek – 440-es évek – 450-es évek – 460-as évek – 470-es évek
Évek: 415 – 416 – 417 – 418 –  419 – 420 – 421 – 422 – 423 – 424 – 425

## Események

### Nyugat- és Keletrómai Birodalom
- II. Theodosius császárt (keleten) és Flavius Constantiust (nyugaton) választják consulnak.
- Hispániában a vandálok legyőzik a szvébeket és Hermeric királyt ostromzár alá veszik. Asterius római kormányzó a szvébek oldalára áll, visszavonulásra kényszeríti a vandálokat, majd csatában is vereséget mér rájuk. Gunderic vandál király Dél-Hispániába vonul vissza.

### Szászánida Birodalom
- Abdasz, Szúza püspöke lerombol egy zoroasztriánus tűztemplomot. Jazdagird király felszólítja hogy építse újjá és amikor a püspök ezt megtagadja, őt és követőit kivégezteti és rendeleteket hoz a keresztények ellen.
- Meghal Jazdagird király; míg a krónikás szerint betegség végzett vele, a legenda úgy tartja hogy egy forrásból előugró fehér ló rúgta agyon. Halála után többen is igényt tartanak a perzsa trónra. Egyiküket, Jazdagird egyik fiát, Sápur örményországi kormányzót meggyilkolják. Két másik trónkövetelőt (Jazdagird másik fiát, Bahrámot és unokaöccsét, Hoszrovot, aki IV. Bahrám fia) próba elé állítanak: két oroszlán közül kell kivvenniük a koronát. Hoszrov meghátrál és Bahrám lesz a birodalom királya.

### Kína
- A Csin-dinasztiát ténylegesen uraló hadvezér, Liu Jü lemondatja Kung császárt és Vu néven magát kiáltja ki uralkodóvá. Ezzel a Keleti Csin-dinasztia véget ér és Liu Jü megalapítja a Liu Szung (vagy Déli Szung) dinasztiát. Kínában elkezdődik az északi és déli dinasztiák kora (420-589).

## Születések
- Anthemius, nyugatrómai császár
- Libius Severus, nyugatrómai császár
- Maiorianus, nyugatrómai császár
- Valamir, osztrogót király

## Halálozások
- január 21. – I. Jazdagird, szászánida király
- november 30. – Hyeronimus, teológus, a Biblia latin fordítója
- Orosius, keresztény történeíró
- Gázai Porfüriosz, püspök
- Szúzai Abdasz, püspök

## Fordítás
- Ez a szócikk részben vagy egészben  a(z)   420 című angol Wikipédia-szócikk ezen változatának fordításán alapul.  Az eredeti cikk szerkesztőit annak laptörténete sorolja fel. Ez a jelzés csupán a megfogalmazás eredetét és a szerzői jogokat jelzi, nem szolgál a cikkben szereplő információk forrásmegjelöléseként.